# Ракетбол

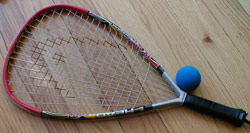
Ракетка і м'яч для ракетболу

Ракетбол (англ. Racquetball) - спортивна гра з м'ячем, що проходить на прямокутному закритому корті. Її придумав в 1949 році американець Джо Собек.

## Правила
У гру грають поодинці (2 особи) або парами (дві команди). Кожна сторона вдаряє по м'ячу по черзі. М'яч повинен бути відбитий до другого відскоку від підлоги і може торкнутися всіх стін до того, як впаде на підлогу. М'яч потрібно подати або прийняти так, щоб супротивник не зміг утримати його в грі.
Грають два сети по 15 очок. Якщо рахунок рівний, призначається третій сет з 11 очок, що визначає переможця. Тільки той що подає може виграти очко. Якщо у розіграші перемагає той, хто приймає м'яч, він подає.

## Історія
Міжнародна федерація ракетболу (IRF) була створена в 1979 році. Перший чемпіонат світу пройшов в 1981 році і привернув увагу МОК, який офіційно визнав цю гру такою, що розвивається. Гра була включена в Панамериканські ігри 1995 року.

## Екіпірування
Екіпірування складається з м'яча, захисних окулярів, ракетки, туфель зі світлою підошвою, щоб не залишати сліди на підлозі.